# خالد العيداني
خالد محمود حسين العيداني (خالد العيداني) أول مذيع عراقي يٌكرم من الجامعة العربية كرائد عربي في كانون الأول عام 2008 في مهرجان المبدعين والرواد في دمشق.. مواليد 1940 دخل إلى إذاعة جمهورية العراق في تشرين الأول عام 1969 بصفة مذيع وما زال يعمل فيها إلى الآن كمسؤول لقسم المذيعين.

## حياته
دخل دورات عديدة في تلك الفترة كان أبرزها عام 1971 والتي حاضر فيها الدكتور علي الوردي وحسن العلوي وبهجت شاكر كما وعمل مع كبار مذيعي العراق منهم طارق حسين وبهجت عبد الواحد ورشدي عبد الصاحب وحافظ القباني ومحمد علي كريم.
انتقل في فترات متفاوتة للعمل في إذاعات رسمية أخرى كما عمل في إذاعات عربية في فترة السبعينيات وكان هذا برتوكول متبعا في تلك الفترة بين الإذاعات العربية حيث يتم تبادل المذيعين لفترات معينة. وهو أول مذيع عراقي يظهر في أول بث ملون في الأول من حزيران عام 1976 خلال فترة عمله في تلفزيون بغداد ما بين 1974 إلى 1982.
مثل العراق في مؤتمرات عديدة في عمان والجزائر وفي مؤتمر قمة عدم الانحياز في يوغسلافيا 1988 كما وتم إيفاده إلى الحج عام 1980 و 1982 و 1984 لنقل اللقاءات ومراسم الحج مباشرة من هناك إلى أغلب إذاعات الوطن العربي. كما والتقى بشخصيات سياسية معروفة منها راجيف غاندي وحسني مبارك والشيخ زايد وحافظ الأسد ومعمر القذافي.
من برامجه الإذاعية وجهة نظر وبماذا يفكرون وخارج الإذاعة وإذاعة المحافظات وحدث في مثل هذا اليوم وكتابات خالدة وذاكرة الأيام حالياً، وغيرها من البرامج.
درس العشرات من المذيعين والذين يشغلون الآن أماكن مهمة في فضائيات عراقية وعربية وعالمية كما ودرب ودرس في دورات أقيمت في معهد التدريب الإذاعي في بغداد.